# 市丸繁
市丸 繁（いちまる しげる、1946年6月5日 - ）は、佐賀県出身の元騎手。

## 来歴
1969年3月1日に栗東・田中康三厩舎からデビューし、佐々木昭次の弟弟子となる。同日の中京第2競走4歳未勝利・ブッセンエース（10頭中5着）で初騎乗を果たすと、4月5日の阪神第8競走5歳以上200万下で7頭中7番人気のロビンクラウンに騎乗し、武邦彦騎乗の1番人気キヨデンコウをアタマ差退けて初勝利を挙げる 。6月28日の京都では自身初の1日2勝、11月の福島開催では同15日・翌16日に挙げた初の2日連続勝利を含む4勝をマーク。16日の第7競走磐梯特別では8頭中6番人気の関東馬オイトリで初の特別勝ちを記録するなど、1年目の同年は8勝をマーク 。
3年目の1971年は新馬2勝を含む5勝 を挙げるが、12月4日の中京第5競走3歳新馬は15頭中13番人気のイズミリュウで波乱を呼んだ。
その後も1桁台が続くが、1978年の函館開催ではミスセンチュリーを特別勝ちを含む3連勝に導く 。
1979年には自身唯一の2桁となる11勝を挙げるが、11勝中4勝は春の新潟で挙げ、第1回新潟大賞典を単勝111.6倍で13頭中12番人気のチェリーリュウで制覇。チェリーリュウは前年のデビュー戦も春の新潟で市丸を背に勝利を収めており、同年の新潟大賞典の後は阪急杯を5着とし、兄弟子の佐々木に交代。天皇賞（秋）では佐々木がクラウンピラードに騎乗するためコンビが復活し、不良馬場をスローペースで逃げて見せ場を作ると、リュウキコウ・カネミノブ・バローネターフ・メジロイーグル・バンブトンコートに先着の8着に粘った。
その後は再び1桁台に落ち着くが、1981年の新潟大賞典では同厩・同馬主のチェリーサヤカをフジマドンナとハナ差の3着に導く。
1982年は8月29日の京都第8競走4歳以上400万下を10頭中10番人気のブッセンキング、10月30日の福島第11競走4歳以上400万下を14頭中13番人気のブッセンダンシャクで勝つなど波乱を呼ぶ。。
1985年12月21日の阪神第12競走4歳以上900万下で15頭中12番人気のチェリーイチオーを勝たせたのが最後の勝利となり、1986年2月15日の中京第3競走4歳以上400万下・ミスチブドー（11頭中8着）が最後の騎乗となった。1986年引退。

## 騎手成績
| 通算成績 | 1着 | 2着 | 3着 | 4着以下 | 騎乗回数 | 勝率 | 連対率 |
| -------- | --- | --- | --- | ------- | -------- | ---- | ------ |
| 平地     | 87  | 106 | 132 | 1,305   | 1,630    | .053 | .118   |
| 障害     | 0   | 2   | 3   | 10      | 15       | .000 | .133   |
| 計       | 87  | 108 | 135 | 1,315   | 1,645    | .053 | .119   |

### 主な騎乗馬
- チェリーリュウ（1979年新潟大賞典）